# 鹿児島県道214号鹿児島港線
鹿児島県道214号鹿児島港線（かごしまけんどう214ごう かごしまこうせん）は、鹿児島県鹿児島市を通る一般県道である。

## 概要
概ね鹿児島港に沿って通る。沿線には鹿児島郡十島村の町村役場である十島村役場、鹿児島郡三島村の町村役場である三島村役場が所在している。

### 路線データ
- 起点：鹿児島県鹿児島市住吉町（旧中央市場前交差点、鹿児島県道216号鹿児島港城南線起点）
- 終点：鹿児島県鹿児島市泉町（泉町交差点、国道58号交点、鹿児島県道204号鹿児島停車場線終点）
- 陸上距離：約0.75 km

## 歴史
- 1959年（昭和34年）12月21日 - 鹿児島県告示920号により認定[1]。

## 地理

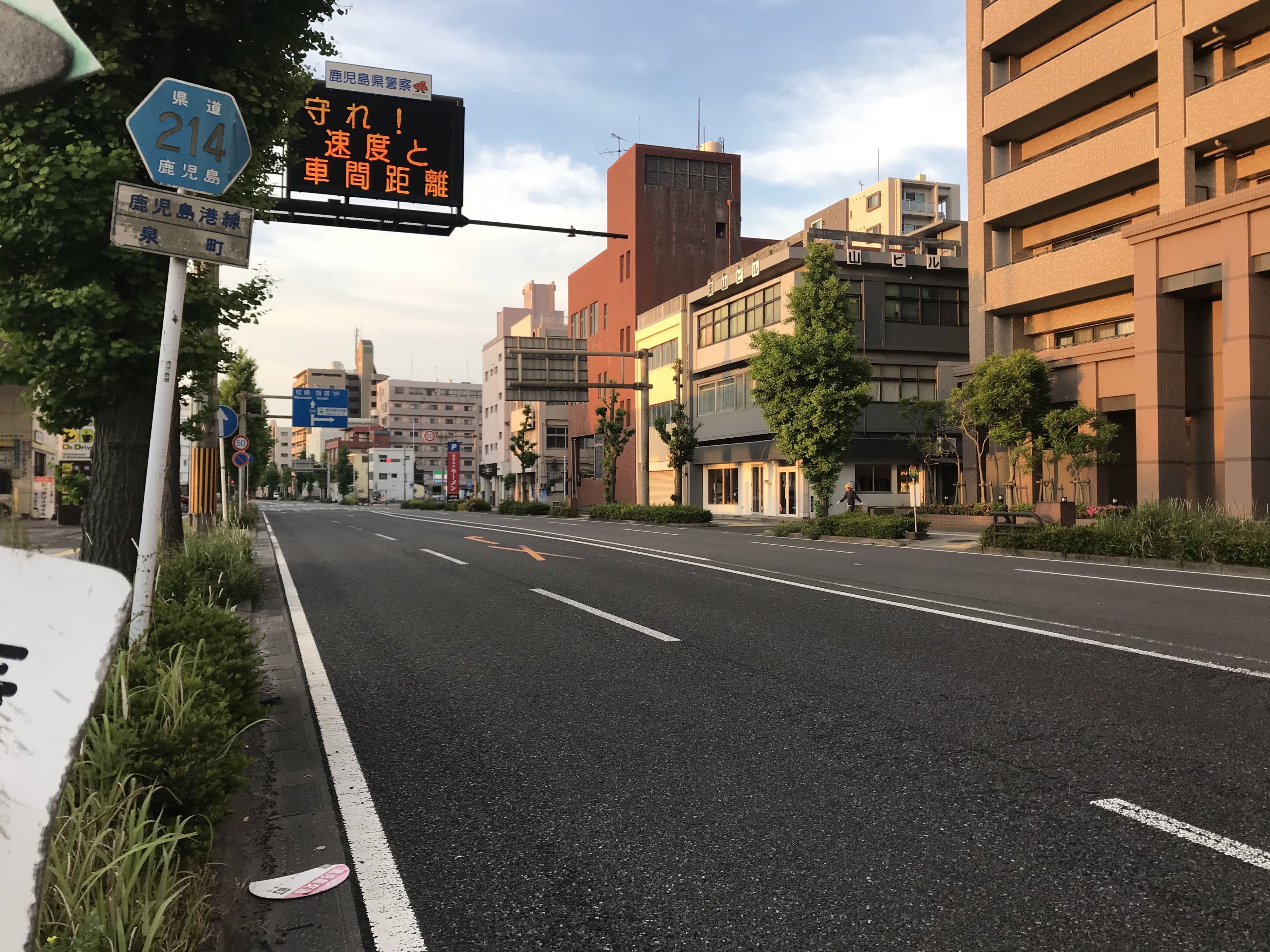
泉町交差点南側

### 通過する自治体
- 鹿児島市

### 交差する道路
| 交差する道路                           | 交差する場所 | 交差する場所              |
| -------------------------------------- | ------------ | ------------------------- |
| 鹿児島県道216号鹿児島港城南線          | 住吉町       | 旧中央市場前交差点 / 起点 |
| 国道58号 鹿児島県道204号鹿児島停車場線 | 泉町         | 泉町交差点 / 終点         |

### 沿線
- 十島村役場
- 三島村役場
- NHK鹿児島放送局